# 小池佑佳
三橋 (旧姓: 小池) 佑佳（みつはし ゆうか、Yuka Mitsuhashi Koike）は、日本の医師・医学者。筋萎縮性側索硬化症(ALS)研究の第一人者。2020年7月から2023年3月までメイヨークリニックでリサーチフェローとして基礎研究に従事したのち、同年4月より新潟大学脳研究所 生命科学リソース研究センター 分子神経疾患資源解析学分野助教に着任。

## 経歴
新潟大学医学部在学中に脳小血管病の病態研究に触れ、神経難病の病態解明と治療法の確立の重要性を感じたことが、脳の研究を始めるきっかけとなった。医学部卒業後、新潟大学医歯学総合病院や長岡赤十字病院、 新潟県立新発田病院などで神経内科医として経験を積んだ後、新潟大学大学院にて神経変性疾患の分子病態研究を開始。博士号取得後に米国メイヨークリニックへ留学し、NatureやScienceなど複数の一流ジャーナルに研究成果を報告した。帰国後は新潟大学脳研究所の助教に就任し、神経難病の研究と神経内科医としての診療に従事している。

## 略歴
- 2010年3月 新潟大学医学部医学科卒業。
- 2010年4月 新潟市民病院 初期研修[2]。
- 2015年4月 新潟大学医歯学総合研究科博士課程入学。
- 2017年 椿神経疾患研究基金研究助成 受賞[3]。受賞テーマは「TARDBP遺伝子のメチル化状態の変化がTDP-43量の自己制御機構に及ぼす影響についての研究」。
- 2019年3月 新潟大学 博士（医学）[4]。
- 2019年4月 新潟大学脳研究所 臨床神経科学部門神経内科学分野 特任助教[5]。
- 2019年11月 第37回日本神経治療学会学術集会 優秀演題賞（医師口演）受賞。演題「歯状核赤核・淡蒼球ルイ体萎縮症モデルマウスに対するゲノム編集効果」[6]。
- 2020年7月 メイヨー・クリニック リサーチフェロー[7][8]。
- 2020年 米国ALS協会 Milton Safenowitz Postdoctoral Fellowship 受賞[9][10]。
- 2020年 かなえ医薬振興財団 第49回海外留学助成金 受賞[11]。
- 2021年9月 ALS患者の運動野において、加齢による脱メチル化がTDP-43遺伝子の発現を増加させることを発見[12]。
- 2021年11月 第40回日本認知症学会学術集会にて学会奨励賞（基礎研究部門）受賞。演題「加齢と関連したDNA脱メチル化がTDP-43量の自己調節機構を障害する」[13]。
- 2022年12月 第6回せりか基金賞 第2位受賞。研究テーマは「TDP-43陰性単一核のメチローム、トランスクリプトーム解析によるALS病態の解明」[14]。
- 2023年3月 日本医療研究開発機構 令和5年度「難治性疾患実用化研究事業」に係る公募にて研究課題が採択。課題名は「TDP-43陰性単一核のメチローム、トランスクリプトーム解析による、孤発性ALS/FTD早期病態の解明」[15]
- 2023年4月 新潟大学脳研究所 生命科学リソース研究センター 分子神経疾患資源解析学分野 助教[16]。また、新潟県立新発田病院脳神経内科外来を担当[17]。
- 2023年11月 令和5年度日本医師会医学研究奨励賞 受賞。研究課題名は「単一核メチローム、トランスクリプトーム解析による孤発性筋萎縮性側索硬化症の病態解明」[18]。
- 2024年1月 難病医学研究財団 令和5年度医学研究奨励助成事業研究助成 受賞。課題名は「脊髄小脳変性症3型の原因遺伝子ATXN3が、筋萎縮性側索硬化症の病態に与える影響の解明」[19]。
- 2024年3月 第14回新潟大学脳研究所共同研究拠点国際シンポジウムにて講演、ならびにOpening Remarksを務める。発表演題は「Perturbation of DNA methylation in the TDP-43 autoregulatory region links to aging」[20][21]。
- 2024年6月 2024年度 日本神経科学学会奨励賞受賞。課題名は「TDP-43の核内機能喪失と筋萎縮性側索硬化症/前頭側頭型認知症 (ALS/FTD)　関連遺伝子をつなぐ分子機序の解明」。

## 主な研究テーマ
- DNAメチル化がTDP-43の自己調節に与える影響に着目したALS病態の解明 （研究活動スタート支援：2019年度～2020年度）
- 筋萎縮性側索硬化症病態におけるDNAメチル化修飾の寄与の解明と疾患バイオマーカーとしての有用性の検証 （かなえ医薬振興財団海外留学助成金：2020年度）
- TDP-43陰性単一核のメチローム、トランスクリプトーム解析によるALS病態の解明 (第6回せりか基金賞: 2023年度)
- TDP-43陰性単一核のメチローム、トランスクリプトーム解析による、孤発性ALS/FTD早期病態の解明 (日本医療研究開発機構 難治性疾患実用化研究事業（ゲノム・データ基盤、疾患基礎研究）)

## 著作

### 主要論文
- Sugai, A.; Kato, T.; Koyama, A.; Koike, Y.; Kasahara, S.; Konno, T.; Ishihara, T.; Onodera, O. (2018). “Robustness and Vulnerability of the Autoregulatory System That Maintains Nuclear TDP-43 Levels: A Trade-off Hypothesis for ALS Pathology Based on in Silico Data”. Frontiers in Neuroscience 12 (28). doi:10.3389/fnins.2018.00028. PMID 29449800.

- Sugai, A.; Kato, T.; Koyama, A.; Koike, Y.; Konno, T.; Ishihara, T.; Onodera, O. (2019). “Non-genetically modified models exhibit TARDBP mRNA increase due to perturbed TDP-43 autoregulation”. Neurobiology of Disease 130 (104534). doi:10.1016/j.nbd.2019.104534. PMID 31310801.

- Koike, Y.; Jansen-West, K.; Hanna Al-Shaikh, R.; Carlomagno, Y.; Song, Y.; Dunmore, J. (2021). “Urine levels of the polyglutamine ataxin-3 protein are elevated in patients with spinocerebellar ataxia type 3”. Parkinsonism & Related Disorders 89. doi:10.1016/j.parkreldis.2021.07.018. PMID 34303201.

- Koike, Y.; Sugai, A.; Hara, N.; Ito, J.; Yokoseki, A.; Ishihara, T.; Yamagishi, T.; Tsuboguchi, S. et al. (2021). “Age-related demethylation of the TDP-43 autoregulatory region in the human motor cortex”. Communications Biology 4 (1107). doi:10.1038/s42003-021-02621-0. PMID 34548609.

2021年にCommunications Biologyに掲載された論文。ALSの発症機序に加齢に伴うDNAのメチル化が関与していることを明らかにした。この報告は国内外のメディアで紹介され、社会的にも大きい注目を浴びる。また、Nature Portfolio CommunityのBehind the Paperにて論文の内容が紹介されている。
- Rosa, M.; Prudencio, M.; Koike, Y.; Vatsavayai, S.; Kim, G.; Harbinski, F. (2022). “TDP-43 represses cryptic exon inclusion in the FTD-ALS gene UNC13A”. Nature 603 (7899). doi:10.1038/s41586-022-04424-7. PMID 35197626.

2021年にbioRxivで公開され、2022年にNatureに掲載された論文（共同筆頭著者）。スタンフォード大学との共同研究。海外の様々なメディアで紹介され注目を浴びる
- Akiyama, T.; Koike, Y.; Petrucelli, L.; Gitler, AD. (2022). “Cracking the cryptic code in amyotrophic lateral sclerosis and frontotemporal dementia: Towards therapeutic targets and biomarkers”. Clinical and Translational Medicine 12 (5). doi:10.1002/ctm2.818. PMID 35567447.

ALSの治療戦略に関する総説（共同筆頭著者）。
- Pickles, S.; Gendron, TF.; Koike, Y.; Yue, M.; Song, Y.; Kachergus, JM. (2022). “Evidence of cerebellar TDP-43 loss of function in FTLD-TDP”. Acta Neuropathol Commun. 10 (1). doi:10.1186/s40478-022-01408-6. PMID 35879741.

- Shao, W.; Todd, T.; Wu, Y.; Jones, C.; Tong, J.; Jansen-West, K.; Daughrity, L.; Park, J. et al. (2022). “Two FTD-ALS genes converge on the endosomal pathway to induce TDP-43 pathology and degeneration”. Science 378 (6615). doi:10.1126/science.abq7860. PMID 36201573.

- Koike, Y.; Onodera, O. (2023). “Implications of miRNAs dysregulation in amyotrophic lateral sclerosis: Challenging for clinical applications”. Frontiers in Neuroscience 17 (1131758). doi:10.3389/fnins.2023.1131758. PMID 36895420.

ミニレビュー論文。責任著者。
- Koike, Y.; Pickles, S.; Estades Ayuso, V.; Jansen-West, K.; Qi, YA.; Li, Z. (2023). “TDP-43 and other hnRNPs regulate cryptic exon inclusion of a key ALS/FTD risk gene, UNC13A”. Plos Biology 21 (2). doi:10.1371/journal.pbio.3002028. PMID 36895420.

- Pickles, S.; Alepuz, DZ.; Koike, Y.; Yue, M.; Tong, J.; Liu, P. (2023). “CRISPR interference to evaluate modifiers of C9ORF72-mediated toxicity in FTD”. Frontiers in Cell and Developmental Biology 11 (1251551). doi:10.3389/fcell.2023.1251551.

## 所属学会
- 日本内科学会
- 日本神経学会
- 日本認知症学会